# Haicheng
Pour les articles homonymes, voir Haicheng (homonymie).
Haicheng (海城 ; pinyin : Hǎichéng) est une ville de la province du Liaoning en Chine. C'est une ville-district placée sous la juridiction administrative de la ville-préfecture d'Anshan.

## Démographie
La population du district était de 1 093 984 habitants en 1999.

## Séisme de 1975
Le 4 février 1975, un séisme de magnitude 7,3 sur l'échelle de Richter a frappé la ville de Haicheng. Pour la première fois dans l'histoire, le séisme a pu être prévu la veille, et une grande partie de la population évacuée, préservant ainsi de nombreuses vies humaines. Il subsiste cependant une controverse sur la rigueur scientifique de la prévision car ce sont des chiens errants qui ont averti la population .